# São Bonifácio (Santa Catarina)
São Bonifácio es un municipio brasileño del estado de Santa Catarina. Se localiza a una latitud -27º90'15" sur y a una longitud -48º92'76" oeste, a una altitud de 410 metros. Su población estimada en 2020 de  46085 habitantes.
Conocida como la capital Catarinense de las cascadas, São Bonifácio cuenta con una naturaleza exuberante en su forma y variedad, formada por un relieve sinuoso, cubierto por una vegetación única, y con una gran variedad de plantas y animales, senderos y ríos, siendo un 25% de este perteneciente al Parque Provincial de la Sierra do Tabuleiro (Parque Estadual da Serra do Tabuleiro).

## Historia
El Municipio fue fundado por colonos alemanes de la región de Westphália por el año 1863. El 23 de septiembre de 1918 la colonia fue nombrada distrito de Palhoça, y elevada a la categoría de Municipio el 23 de agosto de 1962.
El 18 de agosto de 2004, se le fue otorgado el título de "Capital Catarinense de las cascadas" ("Capital Catarinense das Cachoeiras") por la ley estadual n.º 13 096.